# Loigné-sur-Mayenne
Loigné-sur-Mayenne foi uma comuna francesa na região administrativa da Pays de la Loire, no departamento de Mayenne. Estendia-se por uma área de 20,5 km². Em 2010 a comuna tinha 1 212 habitantes (densidade: 59,1 hab./km²).
Em 1 de janeiro de 2019, passou a formar parte da nova comuna de La Roche-Neuville.